# Roger Ébacher
Roger Ébacher (ur. 6 października 1936 w Amos) – kanadyjski duchowny rzymskokatolicki, w latach 1988-1990 biskup i 1990-2011 arcybiskup Gatineau.

## Życiorys
Święcenia kapłańskie przyjął 27 maja 1961. 30 czerwca 1979 został prekonizowany biskupem Hauterive. Sakrę biskupią otrzymał 31 lipca 1979. 30 marca 1988 został mianowany biskupem Gatineau-Hull, ingres odbył się 6 maja. 31 października 1990 został podniesiony do godności arcybiskupa. 12 października 2011 zrezygnował z urzędu.